# Horramsár visszafoglalása

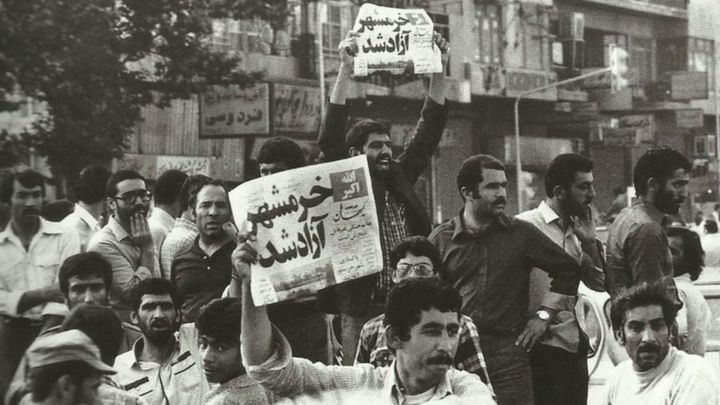
Horramsár visszafoglalásának hírét üdvözlik Iránban a civilek 1982 májusában

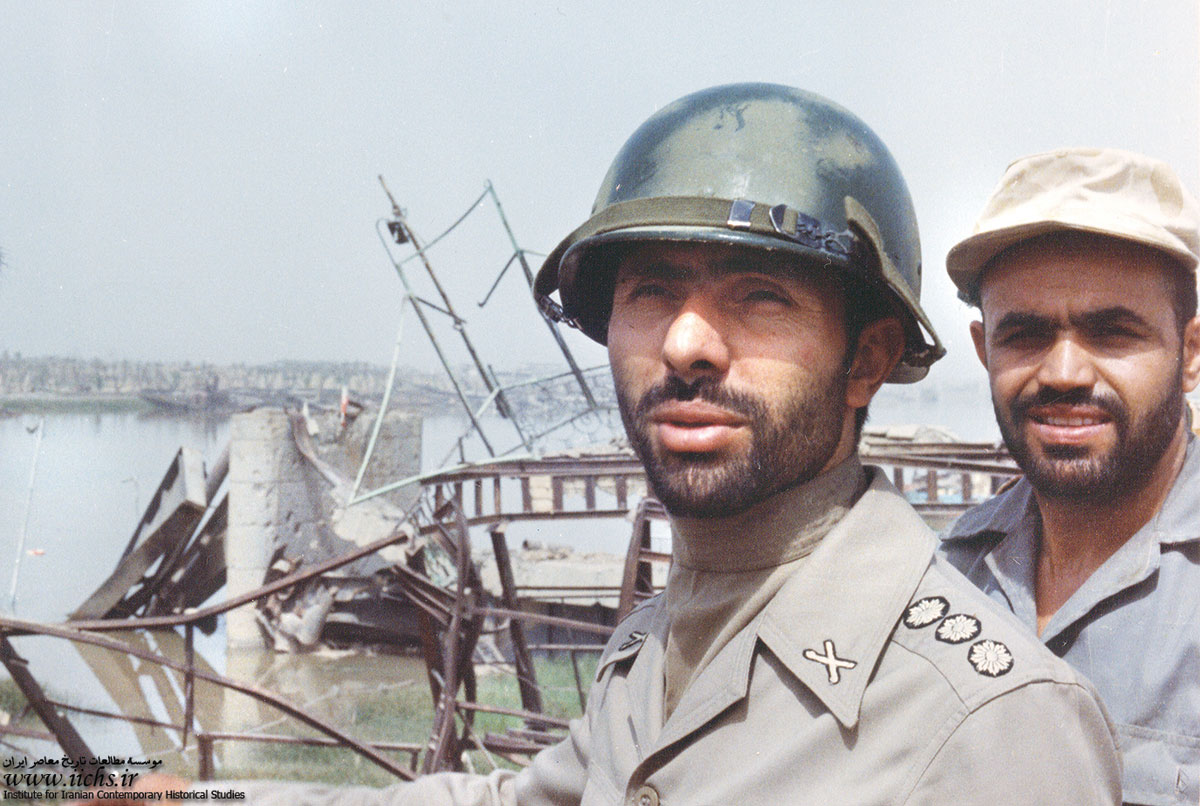
Iráni katonák Horramsár visszafoglalása után

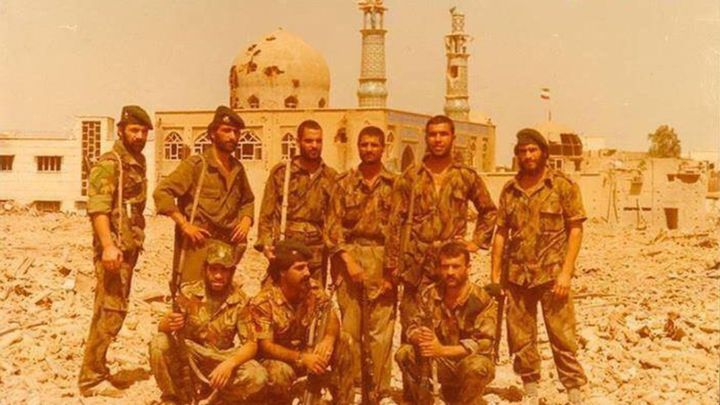
Iráni katonák egy megrongálódott horramsári mecset előtt

Horramsár visszafoglalása vagy második horramsári csata az 1982. április 24. és május 24. között zajló ostroma a huzesztáni Horramsárnak. Az iraki–iráni határon fekvő várost az irakiak még 1980 őszén foglalták el egy gyors villámháború keretében. 1982-re Irán újjá szervezte hadseregét, amely még az iszlám forradalom okozta zűrzavar következtében gyengült meg és a határokra szorította Szaddám Huszein csapatait.
A második horramsári ütközet ugyanannyi ideig tartott, mint az első, de jóval véresebb volt annál. Mindkét fél hatalmas veszteségeket szenvedett el, viszont az irániak morálja nem tört meg az irakiakkal ellentétben. Ugyanakkor a győzelem nem jelentette az iraki–iráni háború végét, sőt a harcok csak most léptek a legkeményebb fázisba.

## Előzmények
Az iszlám forradalom elterjedésétől tartva a közel-keleti arab államok, valamint az Amerikai Egyesült Államok, a nyugati országok és a Szovjetunió arra ösztökélték Szaddám Huszeint, hogy támadja meg Iránt, ahol a hatalomra került Homeini ajatollahnak amúgy is célja volt Irakra is kiterjeszteni a forradalmat. Huszein nagyhatalmi ambíciókat dédelgetve azt tervezte, hogy ráteszi a kezét a vitatott státuszú Satt el-Arab folyóra, valamint megszerzi Irántól Huzesztán tartományt, amit főleg arabok laktak.
Irak és Irán között már a forradalmat követően határincidensekre került sor, amelyek 1980 nyarára kezdtek eszkalálódni. Szeptemberben Szaddám hadüzenet nélküli villámháborút kezdett Irán ellen és elfoglalt több határmenti területet, így Huzesztán tartományt. Az iraki tartalékok ellenben hamar kimerültek, s bár az iráni fegyveres erők között káosz uralkodott, a külső támadás inkább serkentőleg hatott az emberekre, akiket Homeini ajatollah is hazafias megnyilvánulásokkal tüzelt. Ugyan több területet elvesztettek, de Horramsárt az irakiaknak csak hosszú és kegyetlen utcai harcok árán sikerült elfoglalni a fanatikusan küzdő Forradalmi Gárdától, így az iráni hadsereg időt nyert a megerősödésre.
Az iráni hadsereg ráadásul a belső zavarok ellenére is volt annyi ereje, hogy légitámadások keretében Irak ellen hajtson végre akciókat, amellyel komoly károkat okoztak nemcsak az ország hadseregének, de a gazdaságnak is. Az iraki flottát az irániak például már az invázió elején megsemmisítették Baszra közelében.

## A harc
Huszein már 1980 végétől védekezésre volt kénytelen berendezkedni és csapatai nem tudták folytatni az előre nyomulást Teherán felé, ezért az iszlám köztársaság megbuktatása kivitelezhetetlenné vált. Az irániak 1981 őszén felmentették Ábádánt, amit még a szeptemberi invázió végén vettek ostrom alá az irakiak. 1982 áprilisában az iráni hadsereg és a Forradalmi Gárda (mintegy 70 ezer fővel) megindította a Beit ol-Mokaddász fedőnevű hadműveletet Huzesztán visszafoglalására, amelynek visszaszerzése létfontosságú volt az ott található igen jelentős kőolajkészletek miatt is.
Bár az iraki csapatok létszáma azonos volt, de az elmúlt időszakban tartalékaik kifogytak és a katonák demoralizáltak voltak. A huzesztáni arabok sem álltak melléjük és az iráni ellenállás nemhogy megtört volna, hanem fokozódott.
A harcok első szakasza április 24-től május 12-ig tartott. Ekkor az iráni hadsereg megtisztította Ahváz és Szuszangird környékét az irakiaktól, akik visszavonultak Horramsárba, amely közvetlenül az iraki határon feküdt. Május 20-án az irakiak erős ellentámadást intéztek az irániak ellen, amely nem hozott eredményt.
Az irániak ezután megkezdték a totális támadást Horramsár visszafoglalására. Első lépésben bevettek két iraki védelmi vonalat a várostól délre, míg az egyéb erőik a Satt el-Arabnál koncentrálódtak, harapófogóba szorítva az irakiakat Horramsárban.
Május 22-nél indult meg a végső roham. Május 24-én súlyos veszteségek árán Horramsár ismét iráni kézbe került.

## Veszteségek és utóhatás
Iraki részről 15 ezer halottja és sebesültje volt a harcoknak, további 19 ezer ember került fogságba. Ezenkívül több száz tank és más páncélozott jármű semmisült meg, míg 105 harckocsi került iráni kézre. Az irániak 30 ezer halottat és sebesültet vesztettek.
Az óriási veszteség ellenére az irániak harci szelleme nem tört meg, olyannyira, hogy nemcsak a határra szorították vissza az irakiakat, de be is törtek Irak területére.
A vereség és az iráni benyomulás miatt felbőszült Szaddám tábornokait tette felelőssé a kudarcért, akik közül többeket kivégeztetett.
Horramsár visszafoglalásának napja ma nemzeti ünnep Iránban, amit minden év május 24-én megünnepelnek.
Az ENSZ kezdeményezésére béketárgyalások vették kezdetüket Irak és Irán között. Különösen Szaddám hajlott volna a békére, de Homeini a győzelem hatására magabiztossá vált és a háború folytatását határozta el. Célja volt megbuktatni Huszeint és Irakban a síita többséget hatalomra segíteni az uralkodó szunnita kisebbséggel szemben (vagy pedig Irak síita részén önálló iszlám köztársaságot létrehozni).
Azonban miként az iraki invázió Irán ellen nem járt komoly sikerrel 1980-ban, úgy az Irak elleni iráni támadás sem érte el célját. Korábban az iraki katonák nem voltak motiválva az Irán elleni háborúra, most viszont az iráni katonák idegenkedtek az Irak elleni hadjárattól, noha az iráni katonai vezetők úgy vélték, hogy a vereség hatására az iraki katonai erő meggyengült. A polgári vezetők ugyanakkor ki akarták eszközölni, hogy Irak fizessen háborús jóvátételt az eddig okozott károkért.
A háború idővel az első világháborút idéző állóháborúba csapott át két ország határvidékén, amelynek milliók estek áldozatul. Szaddámot továbbra is támogatták az arab államok és a Nyugat, így fegyverekre és pénzre tett szert a harc folytatásához. Ezenkívül az emberanyagutánpótlást jelentettek seregeinek a közel-keleti és afrikai önkéntesek. Csak Szudán több mint 50 ezer katonát küldött Iraknak. Irán Kínától, Izraelből, Líbiából, Pakisztánból és Észak-Koreából kapott fegyverutánpótlást, míg Pakisztánból, Afganisztánból, a libanoni Hezbollahtól és Dél-Jemenből pedig síita önkénteseket. Továbbá az iraki síita Iszlám Dawa Párt, az iraki síiták egy része és az iraki kurdok segítették Iránt a háború alatt.